# Bethe-Slater-Kurve

Bethe-Slater-Kurve

Die Bethe-Slater-Kurve ist eine graphische Darstellung des Integrals der Austauschwechselwirkung für Übergangsmetalle. Das Austauschintegral {\displaystyle J} zwischen benachbarten Atomen in Kristallen wird dabei als Funktion des Verhältnisses ihres Abstandes {\displaystyle a} zum Durchmesser {\displaystyle r} der nichtaufgefüllten Schale aufgetragen.
Bei der Diskussion des magnetischen Verhaltens der Übergangsmetalle hat sich die Bethe-Slater-Kurve bewährt, auch wenn die tieferen theoretischen Gegebenheiten bisher nur unzureichend verstanden sind. Alle Metalle mit positivem {\displaystyle J} sind ferromagnetisch (zum Beispiel Eisen, Cobalt, Nickel, Gadolinium), die mit negativem {\displaystyle J} sind antiferromagnetisch oder paramagnetisch.
Die Kurve wurde von Hans Bethe und John C. Slater entwickelt.